# Hexylgroep
Een hexylgroep is een functionele groep, afgeleid van hexaan C6H14. Het bestaat uit zes koolstofatomen en 13 waterstofatomen, dus heeft de formule C6H13. De hexylgroep behoort tot de alkylgroepen. Deze groep heeft aan het eerste koolstofatoom nog een bindingsmogelijkheid over, waarmee de groep aan een ander atoom kan worden gekoppeld, vaak een koolstofatoom, dat deel uitmaakt van een organische verbinding.
Om de functionele groep aan te duiden worden diverse notaties gebruikt, in het geval van de lineaire functionele groep n-hexyl:
- –C6H13
- –CH2CH2CH2CH2CH2CH3
- –(CH2)5CH3

Indien het in verband met substituenten noodzakelijk is de koolstofatomen in de groep te nummeren, dan heeft het koolstofatoom waarmee de hexylgroep aan de rest van het molecuul vastzit altijd nummer 1.
Er bestaan verschillende isomeren van de hexylgroep, afhankelijk van het aanknopingspunt en de vertakkingen.